# اولاف کیمس
اولاف کیمس (دانمارکی: Olaf Kjems; ۳۱ مهٔ ۱۸۸۰ – ۱۱ آوریل ۱۹۵۲) ژیمناست هنری اهل دانمارک بود.